# 1544
El 1544 (MDXLIV) fou un any de traspàs començat en dimarts del calendari julià.

## Esdeveniments
- Els mongols calen foc als suburbis de Pequín (Xina).
- Capitania General de Xile: Valparaíso, fundada el 1536, esdevé un port colonial.[1]
- Es publica el primer herbari.